# Verzeichniss der verschiedenen Arten und Abarten des Geschlechts Aloe
Verzeichniss der verschiedenen Arten und Abarten des Geschlechts Aloe (abreviado Verz. Art. Aloe) es un libro con ilustraciones y descripciones botánicas que fue escrito por el botánico y artista alemán Joseph de Salm-Reifferscheidt-Dyck y publicado en Düsseldorf en el año 1817. La versión francesa se tituló Catalaogue raisonné des espèces et varieties d’Aloès...